# Tatra K2
A Tatra K2 csehszlovák csuklós villamostípus, amelyet a ČKD Tatra cég gyártott 1966 és 1983 között. A Tatránál ez volt az első sorozatgyártású csuklós villamostípus. 2020-ban még nagyon sok városban közlekedtek, de általában már modernizált formában, aminek köszönhetően a Tatra villamosokra jellemző kerek első lámpák nem mindenhol maradtak használatban.

## Története
A Tatra K1-es típus nem aratott túlságosan nagy sikert, ezek helyett fejlesztette ki a gyártó a K2-est. A K1-es meghibásodásai abból eredtek, hogy problémásak voltak az elektromos berendezések, ezért a K2-es prototípusába a T3-as típus elektromos berendezéseinek módosított változatát építették be. 
A prototípus 1966-ban állt forgalomba 7001-es pályaszámmal Prágában. Ám itt csak kis időt töltött: még abban az évben kiállították a Nemzetközi Gépipari Vásár on (MSV) Brnóban. Ezután Most városába költözött, majd 1968-ban ismét Brnóba került. Itt eleinte 607-es pályaszámon futott, de 1969-ben átszámozták, és ezentúl 1007-esként közlekedett. A második prototípus próbaüzeme Novoszibirszkben zajlott. A sorozat tömeggyártása ugyancsak 1969-ben kezdődött el. 
A sorozat legnagyobb megrendelőjének Brno számított, ahol korszerűsítették a járműveket. Ez a nagyszabású művelet magában foglalta a homlokfal és az elektronika korszerűsítését is. Ezek a modernizált példányok a K2R típusjelzést kapták, az "R" a cseh rekonstrukce szót jelöli (rekonstruált, felújított, újjáépített). 2 további kocsit szintén átépítettek (amelyek 1751 és 1752 pályaszámmal rendelkeztek), és az új típusjelük K3R-N lett. Ezek voltak az elődjei a T5-ös típusnak.

## Típusváltozatok

### K2SU
A K2SU a Szovjetunióban állt forgalomba 1966-ban. Kifejezetten ennek az országnak a számára készültek, de 1970-ben leállították a gyártást, ugyanis ezek a járművek nem váltották be a hozzájuk fűzött reményeket: a kapacitásuk nem bírta el az orosz nagyvárosok forgalmát. A Szovjetunió számára 246 jármű készült. Az egyetlen kocsi Jekatyerinburgban maradt meg, itt egészen 1998-ig történelmi járműként őrizték meg. 

### K2YU
Ez a típus Szarajevóban állt forgalomba. Jugoszláviában ez volt az egyetlen város, amely K2-eseket üzemeltetett, összesen 90 darabot. Az eredeti K2-esekhez képest csak minimálisak az eltérések, ezek közül a legszembetűnőbb volt a kocsi végére tolt áramszedő, de ez csak az első szériában maradt így, a 2000-es évek elején előbbre került az áramszedő a könnyebb megközelíthetőség érdekében. Az 1983-ban Szarajevóba szállított 20 K2YU később máshol állt forgalomba: 15 Brnóba került 1118-1132 pályaszámon, 3 Pozsonyba (7085-7087), 2 pedig Ostravába (810-811).